# Entrages
Entrages ist eine südfranzösische Gemeinde mit 100 Einwohnern (Stand 1. Januar 2022) im Département Alpes-de-Haute-Provence in der Region Provence-Alpes-Côte d’Azur. Sie gehört zum Arrondissement Digne-les-Bains und zum Kanton Digne-les-Bains-1. Die Bewohner nennen sich Entrageois.

## Geographie
Der Dorfkern befindet sich auf 925 m. 894 Hektar der Gemeindegemarkung sind bewaldet. Der Weiler Chabrières liegt ganz im Süden der Gemeinde, im Tal der Asse.
Die angrenzenden Gemeinden sind Digne-les-Bains im Norden, Chaudon-Norante im Osten, Beynes im Süden und Châteauredon im Westen.

## Bevölkerungsentwicklung
| Jahr      | 1962 | 1968 | 1975 | 1982 | 1990 | 1999 | 2007 | 2016 |
| --------- | ---- | ---- | ---- | ---- | ---- | ---- | ---- | ---- |
| Einwohner | 71   | 75   | 68   | 65   | 92   | 85   | 115  | 106  |